# Ивкина
Ивкина (Ивка) — река в Кировской области, крупнейший приток Быстрицы (бассейн Волги). Устье реки находится в 76 км по левому берегу Быстрицы. Длина реки составляет 104 км.
Русло реки извилистое, берега лесные, живописные. Ширина реки 7—20 м, скорость течения 2—3 км/ч, глубина в верхнем течении 60—90 см, в нижнем — 1—1,5 м. На реке много перекатов, топляков и коряг в верхнем течении. В низовьях берега одеты сосновым лесом, здесь расположено несколько домов отдыха.
Высота устья — 119,5 м над уровнем моря. Высота истока — 225,5 м над уровнем моря. Площадь водосборного бассейна — 1120 км².
Исток реки на холмах Вятского Увала в 8 км к северо-западу от села Татаурово. Река течёт на север, в верхнем течении образует границу Верхошижемского и Нолинского районов, затем течёт по Верхошижемскому, в среднем течении — по Кумёнскому району, а в нижнем течении образует границу Оричевского и Кирово-Чепецкого районов.
В верхнем течении протекает село Среднеивкино и деревни Воскресенцы, Воронье, Самосуды (Среднеивкинское сельское поселение). В селе Среднеивкино на реке плотина и запруда. В среднем течении на берегах деревни Угор, Бережные-у-реки и Песок (Угорское сельское поселение); Сырда и Ключи (Сырдинское сельское поселение). На территории Кумёнского района на реке стоят посёлок городского типа Нижнеивкино и деревни Лычное и Холуй. В нижнем течении на реке деревни Колос, Сауничи и Сивая (Адышевское сельское поселение Оричевского района). Река впадает в Быстрицу ниже посёлка Раменский и деревни Бережана (Бурмакинское сельское поселение Кирово-Чепецкого района). Ширина реки перед устьем 28 метров.

## Притоки
- река Шиповка (пр)
- 16 км: река Лобище (лв)
- 30 км: река Берёзовка (лв)
- 34 км: река Ирдым (пр)
- 40 км: река Копотяги (лв)
- 44 км: река Сырка (лв)
- 51 км: река Сырда (лв)
- 56 км: река Луя (лв)
- 68 км: река Талица (лв)
- река Осиновка (пр)
- 89 км: река Шахровка (пр)

## Данные водного реестра
По данным государственного водного реестра России относится к Камскому бассейновому округу, водохозяйственный участок реки — Вятка от города Киров до города Котельнич, речной подбассейн реки — Вятка. Речной бассейн реки — Кама.
Код объекта в государственном водном реестре — 10010300312111100034655.